# Coniceromyia piricornis
Coniceromyia piricornis är en tvåvingeart som beskrevs av Borgmeier 1950. Coniceromyia piricornis ingår i släktet Coniceromyia och familjen puckelflugor. Inga underarter finns listade i Catalogue of Life.